# Ле Роте (Мачерата)
Ле Роте (итал. Le Rote) насеље је у Италији у округу Мачерата, региону Марке.
Према процени из 2011. у насељу је живело 27 становника. Насеље се налази на надморској висини од 702 м.